# Badulf (imię)
Badulf – imię składa się z dwóch elementów: bad oznaczającego wojnę, walkę i wolf, lub wulf w znaczeniu wilk. To germańskie imię może być identyfikowane też z imieniem Baldulf, którego pierwszy człon to element bald – odważny, śmiały. Imieniny obchodzone są 19 sierpnia.